# SpaceX CRS-18
SpaceX CRS-18 (также известный как SpX-18) — восемнадцатый полёт автоматического грузового корабля Dragon компании SpaceX в программе снабжения Международной космической станции по контракту Commercial Resupply Services (CRS) с НАСА.
Третий полёт для возвращаемой капсулы корабля, которая ранее использовалась для миссий SpaceX CRS-6 и SpaceX CRS-13, в апреле 2015 и декабре 2017 года, соответственно.
Повторно использована ступень ракеты-носителя, выполнявшая запуск предыдущей миссии снабжения, SpaceX CRS-17, в мае 2019 года.

## Запуск
Успешный запуск корабля ракетой-носителем Falcon 9 со стартового комплекса SLC-40 на мысе Канаверал состоялся 25 июля 2019 года в 22:01 UTC.

## Сближение и стыковка
27 июля 2019 года Dragon приблизился к МКС и в 13:11 UTC корабль был схвачен с помощью манипулятора «Канадарм2» под управлением астронавта NASA Ника Хейга. В 16:01 UTC выполнена стыковка к надирному порту модуля Гармония.

## Полезная нагрузка
Dragon доставил на МКС 2312 кг полезного груза.
В герметичном отсеке доставлено 1778 кг (с учётом упаковки), в том числе:
- Провизия и вещи для экипажа — 233 кг
- Материалы для научных исследований — 1192 кг
- Оборудование для выхода в открытый космос — 179 кг
- Оборудование и детали станции — 157 кг
- Компьютеры и комплектующие — 17 кг

Среди прочего, на станцию доставлено 40 живых мышей для проведения биологических исследований, 3D-принтер для печати человеческих тканей в условиях микрогравитации и скафандр для выхода в открытый космос.
Стыковочный адаптер IDA-3, массой 534 кг, доставленный на МКС грузовым кораблём Dragon миссии SpaceX CRS-18 был размещен 20 августа 2019 года на герметичном стыковочном переходнике PMA-3, пристыкованном на зенитном (обращённом к космосу) порту модуля Гармония. Адаптер IDA-3 — это второй стыковочный порт для коммерческих пилотируемых космических кораблей. Для перемещения IDA-3 из негерметичного грузового отсека корабля Dragon к переходнику PMA-3, а также для его удержания до завершения операции по сцеплению замков модуля с переходной шлюзовой камерой, была использована механическая рука МКС Канадарм2. Позже, 21 августа 2019 года, члены 60 экспедиции МКС окончательно подсоединили кабели энергопитания и связи к установленному новому переходнику. IDA-3, как и IDA-2 будет использован для осуществления стыковки кораблей CST-100 и Dragon-2 (оснащённых Системой стыковки NASA) с МКС.

## Отстыковка и возвращение
Отстыковка от станции была произведена 27 августа 2019 года в 14:59 UTC. Приводнился он в Тихом океане, в 480 километрах от побережья Калифорнии, с 1,5 тоннами груза.

## Фотогалерея

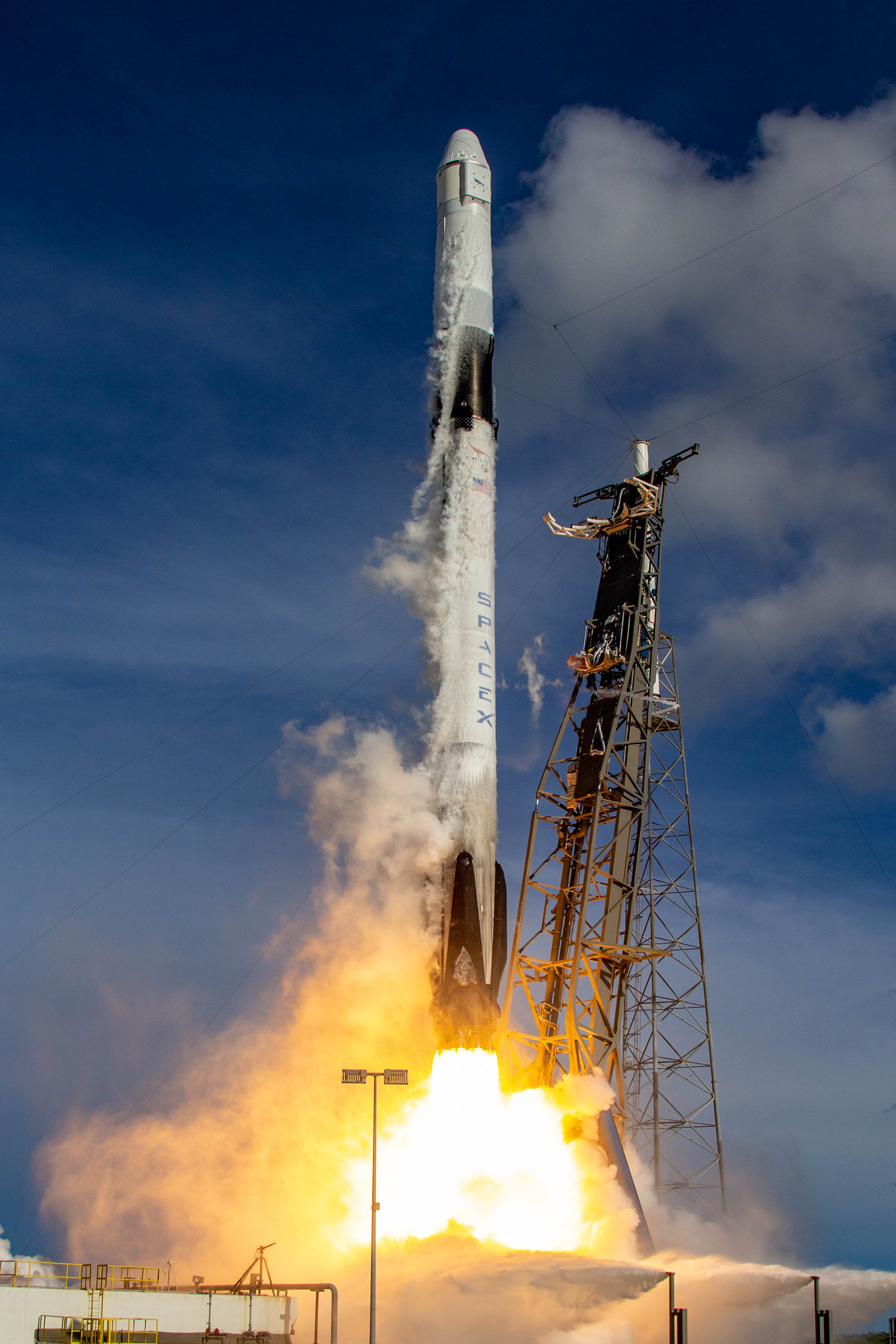
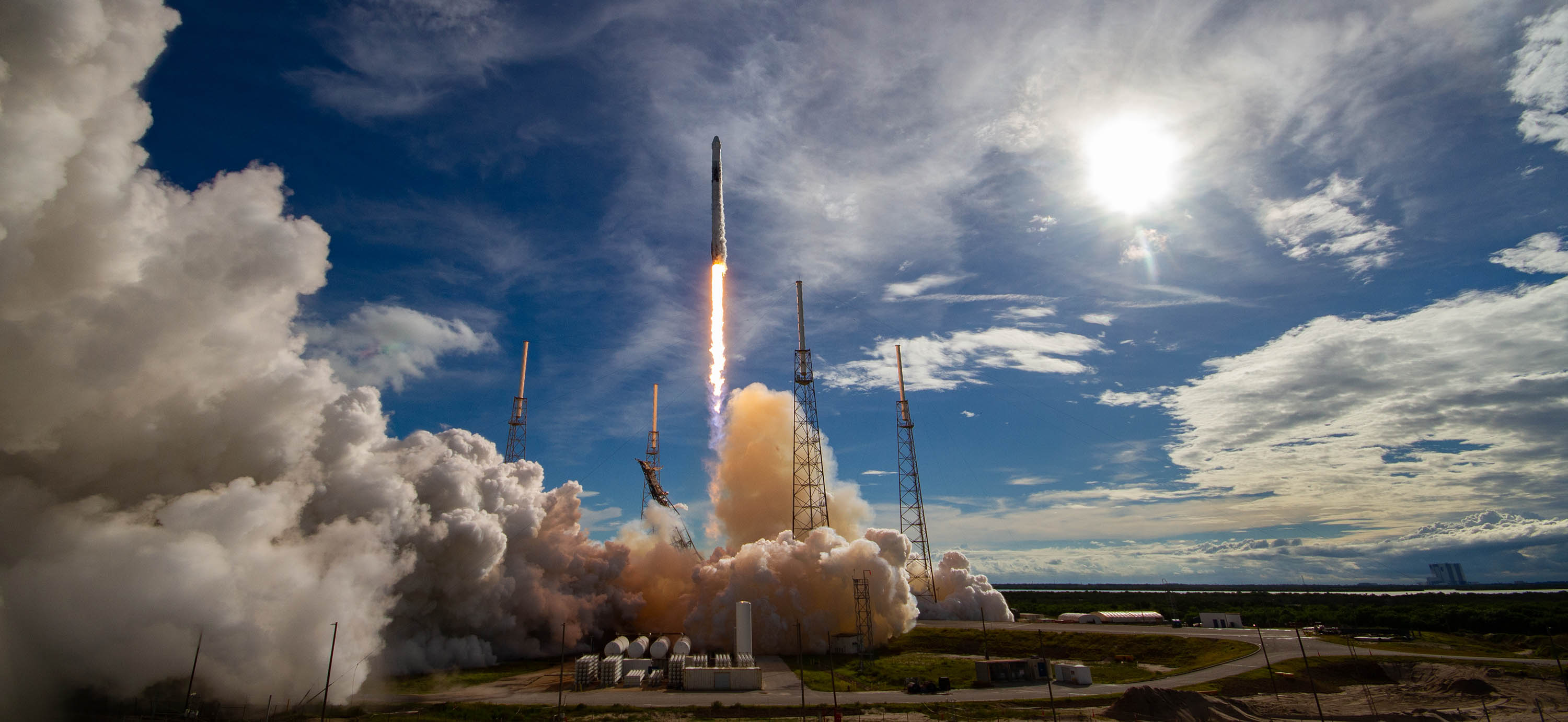
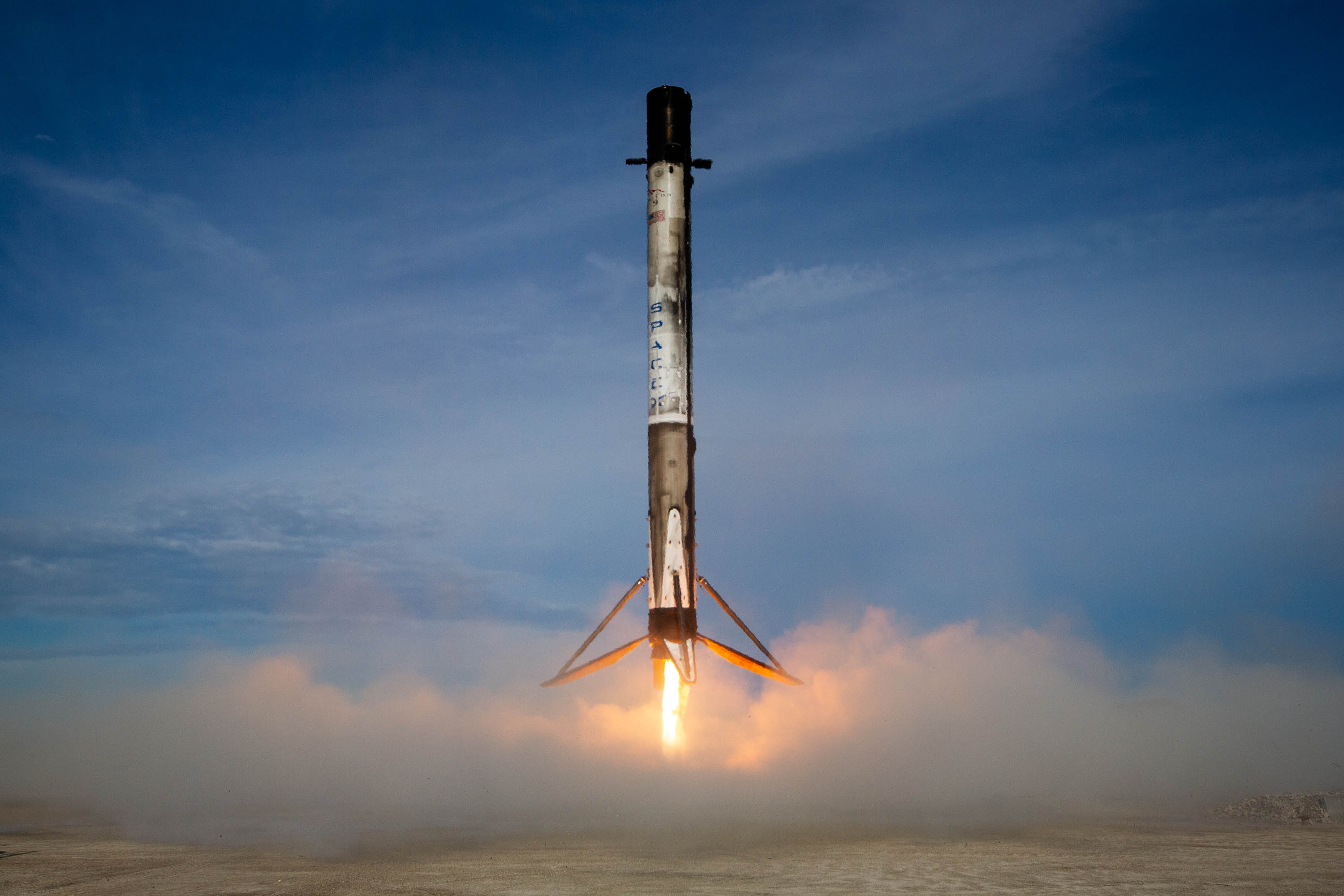